# Zoi (Familienname)
Zoi (russisch Цой, koreanische Rücktranskription 초이) ist ein Familienname der koreanischen Minderheit auf dem Gebiet der ehemaligen Sowjetunion, der durch Transkription des koreanischen Familiennamens Choi (koreanisch 최) in Anlehnung an eine nordkoreanische Aussprachevariante entstanden ist. 
Namensträger sind:
- Alexei Zoi (* 1977), kasachischer Arzt und Politiker
- Anita Sergejewna Zoi (* 1971), russische Sängerin
- Ramina Zoi, kirgisische Fußballschiedsrichterassistentin
- Walerija Zoi (* 1988), kasachische Snowboarderin
- Wiktor Robertowitsch Zoi (1962–1990), russischer Sänger